# 马神庙
39°55′25″N 116°19′14″E / 39.923668°N 116.320587°E
马神庙位于北京市海淀区阜成路西段的一个地名，为纪念袁崇焕赠给祖大寿的战马“赛赤兔”而修建。附近有北京工商大学。以及工运学院。